# Silvernjurvinda
Silvernjurvinda (Dichondra argentea) är en vindeväxtart som beskrevs av Alexander von Humboldt, Amp; Bonpl. och Carl Ludwig von Willdenow. Enligt Catalogue of Life ingår Silvernjurvinda i släktet njurvindor och familjen vindeväxter, men enligt Dyntaxa är tillhörigheten istället släktet njurvindor och familjen vindeväxter. Arten förekommer tillfälligt i Sverige, men reproducerar sig inte. Inga underarter finns listade i Catalogue of Life.

## Bildgalleri

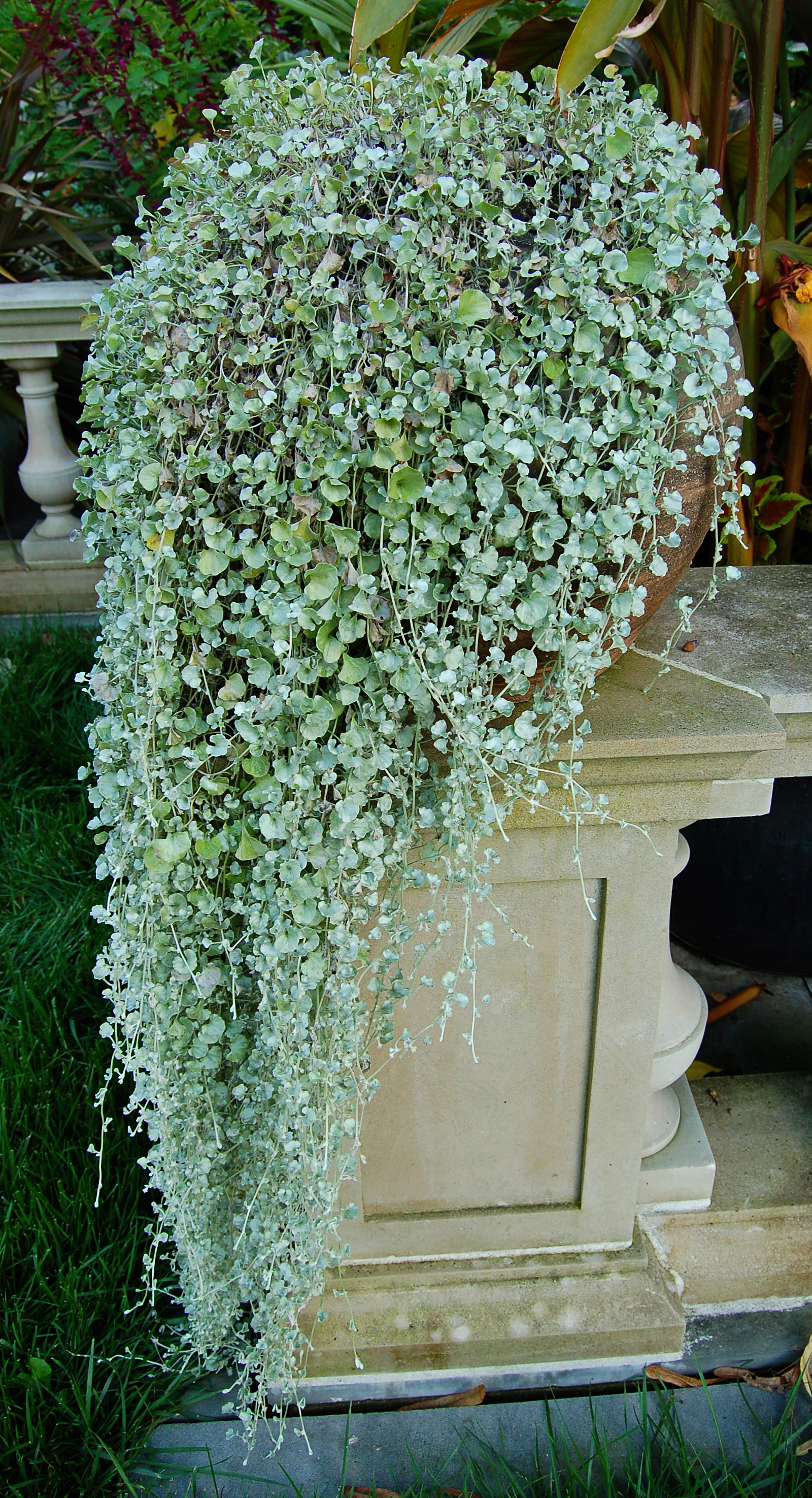